# Lazisko
Lazisko (do 1927 także Lazište, węg. Laziszkó) – wieś gminna (obec) w północnej Słowacji, w powiecie Liptowski Mikułasz.

## Położenie
Miejscowość położona jest w południowej części Liptowa, na pogórzu Niżnych Tatr, 3 kilometry na zachód od doliny Demianowskiej. Odległość do Liptowskiego Mikułasza wynosi 10 kilometrów, a do Rużomberka 18 kilometrów.

## Historia
Miejscowość po raz pierwszy wzmiankowana była w 1352 roku jako Lazan. W 1391 roku wzmiankowana jako Lazan, Lason, w 1396 roku jako Lasische. Późniejsze nazwy Lazistye (1773), Lazysste (1808), a od roku 1920 jako Lazisko (choć do 1927 nadal pojawiała się nazwa Lazište).

## Demografia
W 2001 roku Słowacy stanowili 99,29% mieszkańców. Po 0,24% stanowili Czesi i Polacy. Wśród wyznań dominował ewangelicyzm (59,76%), następnie katolicyzm (27, 86%). 10% osób określiło się jako „bez wyznania”.
Lazisko wraz z sąsiednią miejscowością Svätý Kríž tworzą jedną parafię ewangelicką, której świątynią jest drewniany kościół artykularny.